# Agrostis sclerophylla
Agrostis sclerophylla é uma espécie de gramínea do gênero Agrostis, pertencente à família Poaceae.